# Filipeștii de Târg
Filipeștii de Târg là một xã thuộc hạt Prahova, România. Dân số thời điểm năm 2002 là 7922 người.